# Bernhard Bronsart von Schellendorff
Bernhard Bronsart von Schellendorff (Berlin, 1. ožujka 1866. -  Bockhorn, 10. siječnja 1952.) je bio njemački general i vojni zapovjednik. Tijekom Prvog svjetskog rata bio je načelnik stožera više armija i grupa armija na Zapadnom bojištu.

## Vojna karijera
Bernhard Bronsart von Schellendorff rođen je 1. ožujka 1866. u Berlinu. U prusku vojsku stupio je u listopadu 1886. služeći u 18. pješačkoj pukovniji. Od prosinca 1888. služi u 7. oklopnoj pukovniji, dok od ožujka 1899. služi u stožeru XI. korpusa sa sjedištem u Kasselu. Čin poručnika dostigao je u studenom 1892., dok je u satnika unaprijeđen u srpnju 1900. godine. 
Od listopada 1901. zapovijeda satnijom u 18. dragunskoj pukovniji, nakon čega od rujna 1903. služi u Glavnom stožeru u Berlinu. U Glavnom stožeru služi manje od mjesec dana jer je u listopadu premješten na službu u stožer XVI. korpusa gdje služi do ožujka 1904. kada prelazi na službu u VII. korpus kojim je zapovijedao Moritz von Bissing. Od travnja 1906. nalazi se na službi u stožeru 20. pješačke divizije da bi od kolovoza 1908. služio u stožeru III. vojnog okruga. U međuvremenu je, u siječnju 1907., promaknut u čin bojnika. U ožujku 1911. premješten je na službu u stožer Glavne inspekcije vojnog transporta gdje služi do veljače 1912. kada je ponovno premješten u Glavni stožer u Berlinu. U travnju 1912. postaje zapovjednikom 14. dragunske pukovnije sa sjedištem u Colmaru kojom zapovijeda sve do početka Prvog svjetskog rata.

## Prvi svjetski rat
Na početku Prvog svjetskog rata Bronsart postaje načelnikom stožera XIV. pričuvnog korpusa kojim je na Zapadnom bojištu zapovijedao Richard von Schubert. Sa XIV. pričuvnim korpusom Bronsart sudjeluje u Graničnim bitkama nakon čega u siječnju 1915. postaje načelnikom stožera Armijskog odjela B kojim je zapovijedao Hans Gaede. U svibnju 1915. postaje načelnikom stožera VII. pričuvnog korpusa pod zapovjedništvom Hansa von Zwehla, dok je u srpnju te iste godine promaknut u čin pukovnika.
U ožujku 1916. Bronsart postaje načelnikom stožera Zapadne borbene grupe (Angriffsgruppe West) kojom je zapovijedao Max von Gallwitz. S navedenom armijskom grupom sudjeluje u Verdunskoj bitci, nakon čega u srpnju 1916. postaje načelnikom stožera Grupe armija Gallwitz, također pod zapovjedništvom Maxa von Gallwitza s kojom sudjeluje u Bitci na Sommi. Kada je Gallwitz u kolovozu postao zapovjednikom 2. armije Bronsart je postao načelnikom stožera navedene armije. Za uspješan rad u stožerima Bronsart je 16. rujna 1916. odlikovan ordenom Pour le Mérite.
U listopadu 1916. Bronsart postaje načelnikom stožera Armijskog odjela C koji se nalazio pod zapovjedništvom Hermanna von Strantza. Na mjestu načelnika stožera Armijskog odjela C nije se dugo zadržao jer kada je u prosincu Max von Gallwitz postao zapovjednikom 5. armije Bronsart je postao njegovim načelnikom stožera. U rujnu 1918. Bronsart je promaknut u čin general bojnika, te postaje zapovjednikom 92. pješačke brigade i okupacijskih snaga u Kijevu.

## Poslije rata
Nakon završetka rata Bronsart je u prosincu 1918. obnašao dužnost načelnika stožera Grupe armija Kijev kojom grupom armija je zapovijedao Günther von Kirchbach. Nakon toga u siječnju 1919. stavljen je na raspolaganje, da bi veljači postao zapovjednikom 38. pješačke brigade sa sjedištem u Hannoveru kojom zapovijeda do listopada nakon čega napušta vojsku.
Bernhard Bronsart von Schellendorff preminuo je 10. siječnja 1952. u 85. godini života u Bockhornu.

## Vanjske poveznice
(eng.) Bernhard Bronsart von Schellendorff na stranici Prussianmachine.com